# Get The Dog – Verrückt nach Liebe
Get The Dog – Verrückt nach Liebe (Originaltitel: Lost & Found) ist eine US-amerikanische Filmkomödie aus dem Jahr 1999. Regie führte Jeff Pollack, das Drehbuch schrieben J.B. Cook, Marc Meeks und David Spade.

## Handlung
In der Nachbarschaft des Restaurantbesitzers Dylan Ramsey zieht die Pariser Musikerin Lila Dubois ein. Sie arbeitet für ein Orchester in Los Angeles; Dubois hat kürzlich Schluss gemacht mit ihrem Freund Rene, der sie zurückgewinnen will. Ramsey aber träumt ebenfalls von der Frau.
Ramsey versucht, Dubois auf sich aufmerksam zu machen, indem er ihren Hund stiehlt, dann zurückbringt und behauptet, er habe den Hund gefunden. Er wird von Rene durchschaut.

## Kritiken
Roger Ebert schrieb in der Chicago Sun-Times vom 23. April 1999, der Film würde Charaktere von eingeschränkter Intelligenz zeigen, die durch veraltete und langweilige Schablonen wandern. Die Szene mit Jon Lovitz sei die einzig witzige Szene des Films. Ebert spottete, die gezeigten Fantasien des Hundes seien interessanter als alles, was der Film sonst zeige.

## Hintergrund
Der Film wurde in Los Angeles, in Long Beach (Kalifornien) und in Redondo Beach (Kalifornien) gedreht. Seine Produktionskosten wurden auf 13 Millionen US-Dollar geschätzt. Der Film spielte in den Kinos der USA ca. 6,5 Millionen US-Dollar ein. In zahlreichen Ländern, darunter Großbritannien, Frankreich, Deutschland und Japan, wurde er direkt auf Video veröffentlicht.